# III. Sancho navarrai király

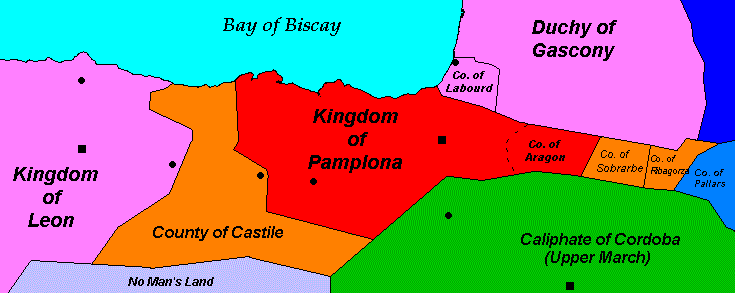
Kasztília, Pamplona (Aragóniával), Sobrarbe és Ribagorza 1000 körül

A Pamplonai Királyság 1035-ben, III. Sancho halálakor

A Ximena-házból (más írásmód szerint a Jimena-házból, avagy Jiménez-házból) származó III. (Nagy) Sancho, avagy III. Sancho Garcés (992? – 1035. október 18.) volt a Pamplonai Királyság (a 12. sz. közepétől Navarrai Királyság) legjelentősebb királya (1004–1035), a maga korában az Ibériai-félsziget leghatalmasabb keresztény uralkodója, aki magát az ibérek királyának nevezte.

## Trónra jutása
A trónon apját, IV. (Félénk) García (964?–1000) pamplonai királyt (994–1000) követte, és apja halála után II. Sancho néven (1000-1035) Aragónia grófja is lett. III. Sancho kiskorúsága idején (1000–1004) Sancho Ramirez (III. Sancho dédapjának, III. García (919–970) pamplonai király (931–970) Ramiro Garcés nevű fiának a gyermeke), régensként kormányzott.

## Uralkodása
III. Sancho uralkodása kezdetén, 1002-ben, Calatañazornál a leóniak – a Kasztíliai Grófsággal és Navarrával szövetségben – nagy győzelmet arattak a Córdobai Kalifátus kiváló hadvezére, a spanyolok által Almanzornak nevezett Abu Amir Muhammad Ibn Abdullah Ibn Abi Amir, ismertebb nevén Al-Hajib Al-Manszúr (938? – 1002) vezette mór sereg felett. (Almanzor a csatában kapott súlyos szemsérülése következtében megvakult, és még ebben az évben meghalt.) A hispániai keresztény államok szövetsége által aratott győzelem azért volt jelentős, mert Almanzor halálával megszűnt a Córdobai Kalifátusnak az Almanzor vezette-irányította, 987/988 óta tartó támadássorozata. III. Sancho ügyesen ki is használta azt, hogy uralkodása jelentős részében a félsziget nagyobb részét még uraló mórok ezután egymás ellen vívtak súlyos harcokat. (A Córdobai Kalifátus 1031-ben egymással viszálykodó királyságokra szét is hullott.) A navarrai uralkodó terjeszkedő politikát folytatva, növelte a királyság hatalmát: 1018-ban megszerezte Sobrarbe és Ribagorza ősi frank grófságokat, és – családi kapcsolatok révén – kiterjesztette hatalmát Kasztíliára is.
III. Sancho felesége, Munia (Muniadonna, Munia Elvira, ?–1066), ugyanis a Lara ház–beli, Sancho García, más jelölés szerint I. Sancho, kasztíliai gróf (*965?;. ur. 995–1017) leánya volt, a grófnak egyébként jelentős szerepe volt a calatañazori győzelemben. Apósa halálakor III. Sancho lett sógorának (felesége öccsének), a kiskorú García Sáncheznek, más jelölés szerint II. Garcíának, Kasztília grófjának (*1010, ur. 1017–1029) a gyámja. Amikor García Sánchez grófot meggyilkolták (1029), III. Sancho ténylegesen Kasztília urává vált (éppen ezért egyes forrásokban szerepel is, mint II. Sancho gróf /1029–1035/), és Kasztíliát – ténylegesen – elszakította a Leóni Királyságtól, miközben formálisan már ebben az évben Ferdinándot, Muniától született középső fiát (1016? 1018?–1065), tette Kasztília grófjává. 1032-ben Ferdinánd feleségül vette Sanchát (1013?–1067), a Kantábriai-házból származó, V. (Nemes) Alfonz (994–1028) leóni király (999–1028) lányát, III. Bermudo leóni király (1010? 1017?–1037) testvérét. A házasságkötés lehetőséget adott III. Sanchónak arra, hogy az egész Leóni Királyságot fennhatósága alá vonja: 1034-ben bevonult Leónba, a királyság fővárosába, ahol császárrá koronáztatta magát – igaz, még ebben az évben önként ki is vonult.

## A birodalom felosztása
Jelentős francia hatást tükröző állam- és egyházszervező tevékenysége végrendeletében csúcsosodott ki.
Egyes, nem spanyol szerzők szerint III. Sanchót meggyilkolták, de ezt egyik spanyol szakmunka sem erősíti meg: a király haláláról beszámolva a „meghalt” és nem a „meggyilkolták” kifejezést használják. III. Sancho végrendeletében négy királyságra osztotta birodalmát, és ezeket négy fiára hagyta: ekkor emelte grófságból királysággá Kasztíliát és Aragóniát is. Pamplona királya Muniával kötött házasságából született első fia, V. (Nájerai) García lett (1035–1054). Középső fia, I. (Nagy) Ferdinánd örökölte Kasztília trónját (1035–1065) és 1037-ben, III. Bermudo leóni király legyőzése után ő lett (szintén I. Ferdinánd néven) León királya is. Kisebbik fia, Gonzalo Sobrarbe és Ribagorça királya lett (1035–1043, †1045), a házasságon kívül született I. Ramiro (1035–1063) pedig Aragóniáé.

## Külső hivatkozások
- https://web.archive.org/web/20110608185221/http://www.ctv.es/USERS/sagastibelza/navarra/reyes_navarra/